# Oxyrhachis tuberculata
Oxyrhachis tuberculata är en insektsart som beskrevs av Walker. Oxyrhachis tuberculata ingår i släktet Oxyrhachis och familjen hornstritar. Inga underarter finns listade i Catalogue of Life.